# Waren (Müritz)
Waren város Németország Mecklenburg-Elő-Pomeránia tartományában.

## Fekvése
A város a Müritzi-tó északkeleti nyúlványa mentén fekszik.

## Története
A település időszámításunk után 150-ben már létezett, és 1292-ben kapott városi jogot. 1347 és 1425 között Waren volt a werlei fejedelemség egy rezidenciája.
1845-ben nyitott az első strandfürdő, 1879-ben megindult a vasúti közlekedés Malchin irányába. Ezt követően közlekedési csomóponttá nőtte ki magát a város: az 1885-ben megnyílt Parchim–Neubrandenburg, majd az 1886-tól üzemelő Rostock–Neustrelitz vasútvonalak is érintették.
1952 és 2011 között Waren járási székhely volt.
A város látványosságai közé tartozik a kora gótikus stílusú Szent György-templom (St. Georgen-Kirche), mely a többi középkori észak-német templomhoz hasonló vöröstégla építmény. Az új piactér legszebb épülete a Löwen-Apotheke. További értékes műemléke még a 13-14. századból való Szent Mária-templom (St. Marien-Kirche) és az úgynevezett Weinbergschloss.

## Turistalátványosságok
- Müritzeum (a legnagyobb édesvizű akvárium Németországban)
- Szent György-templom (14. század)
- Szent Mária-templom
- a kikötő

## Galéria

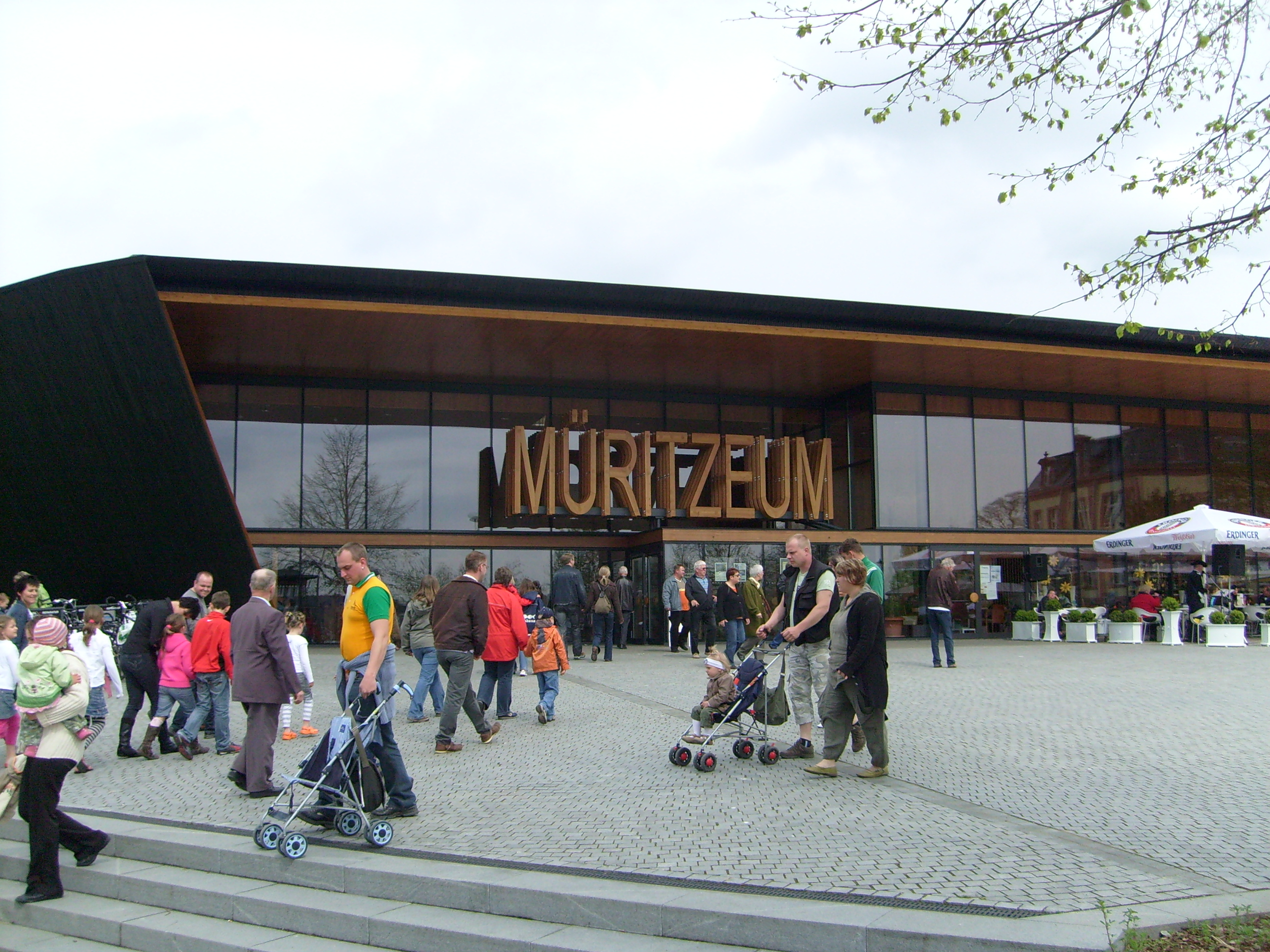
Müritzeum, édesvizű akvárium
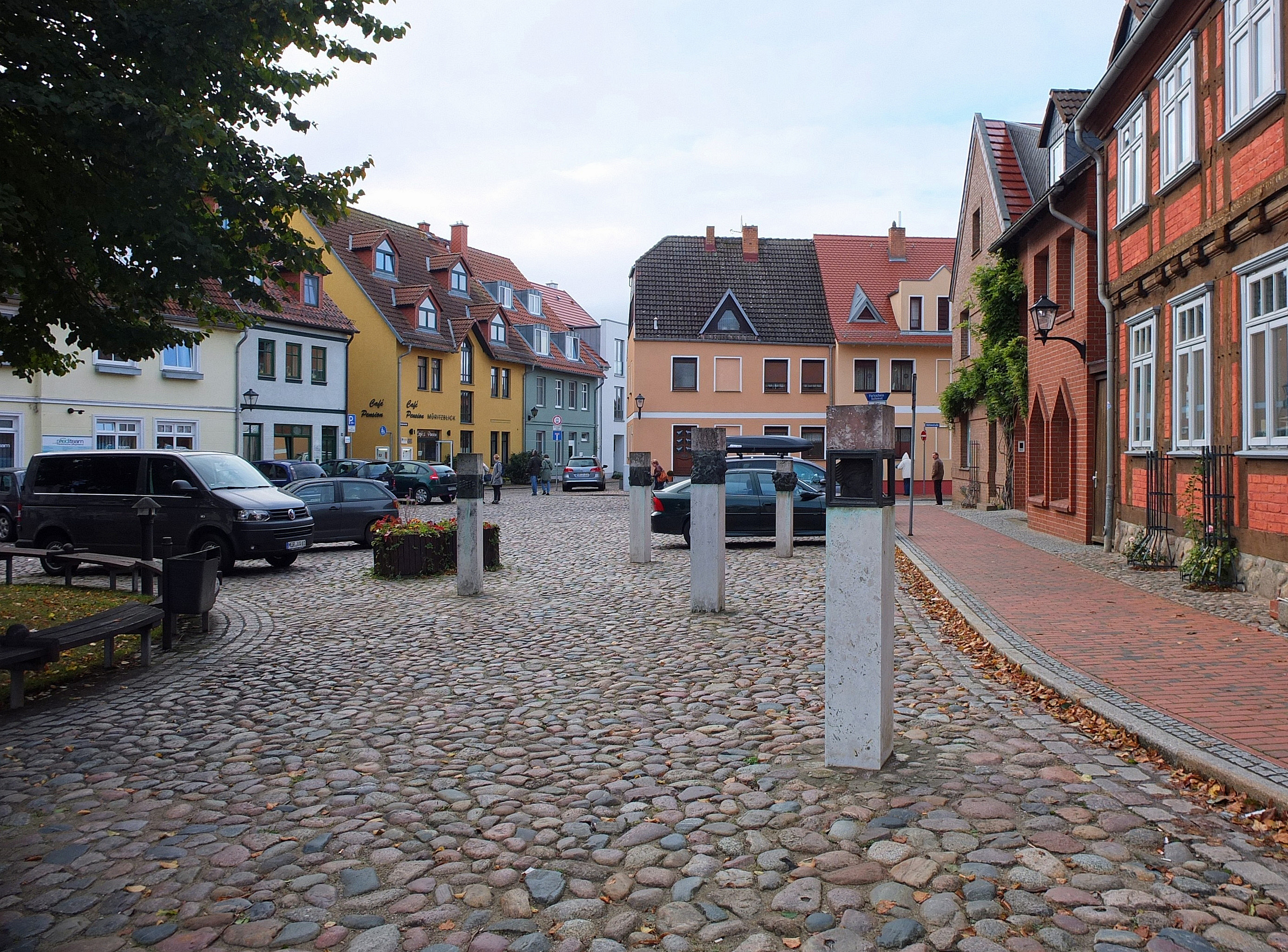
Alter Markt
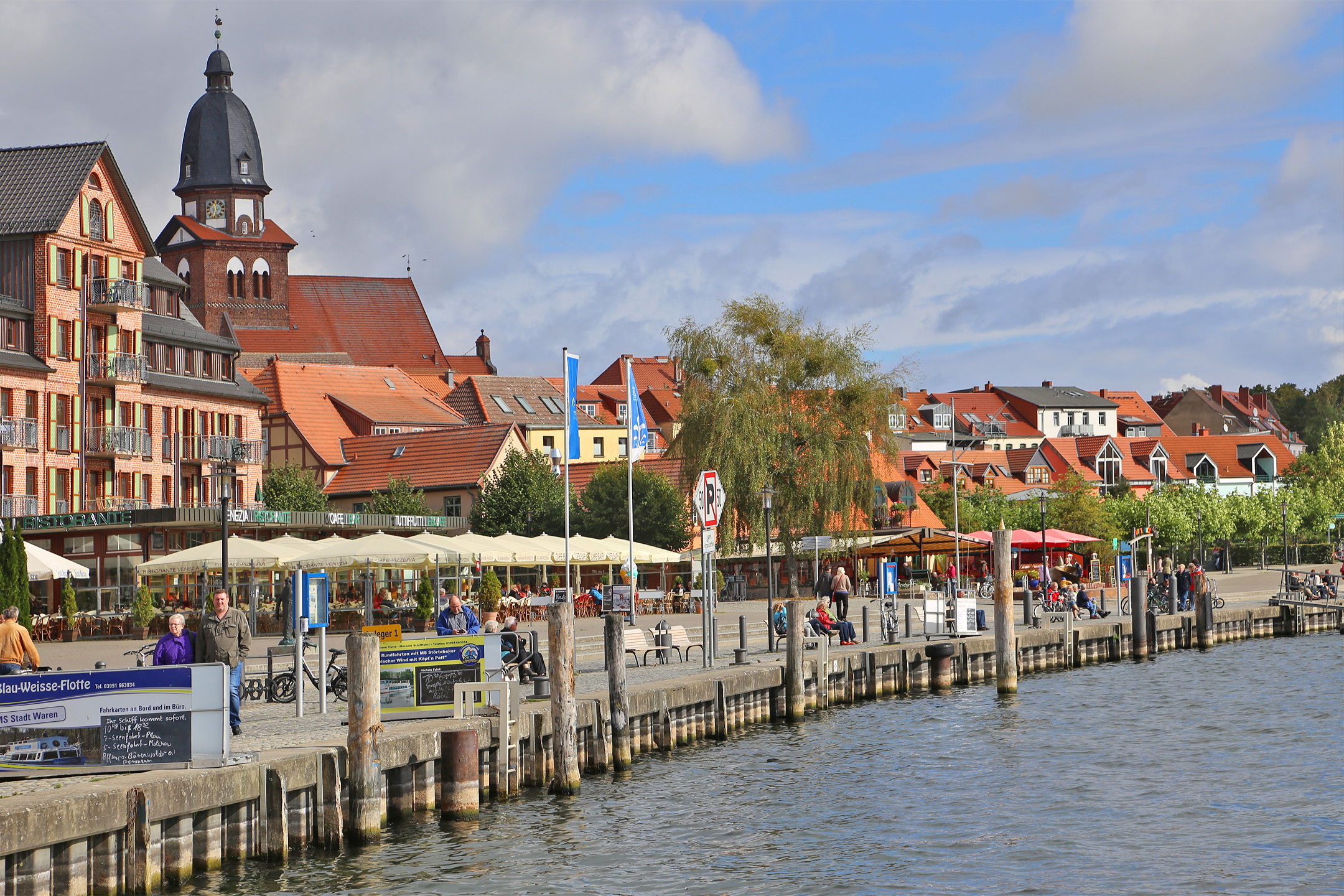
A kikötő
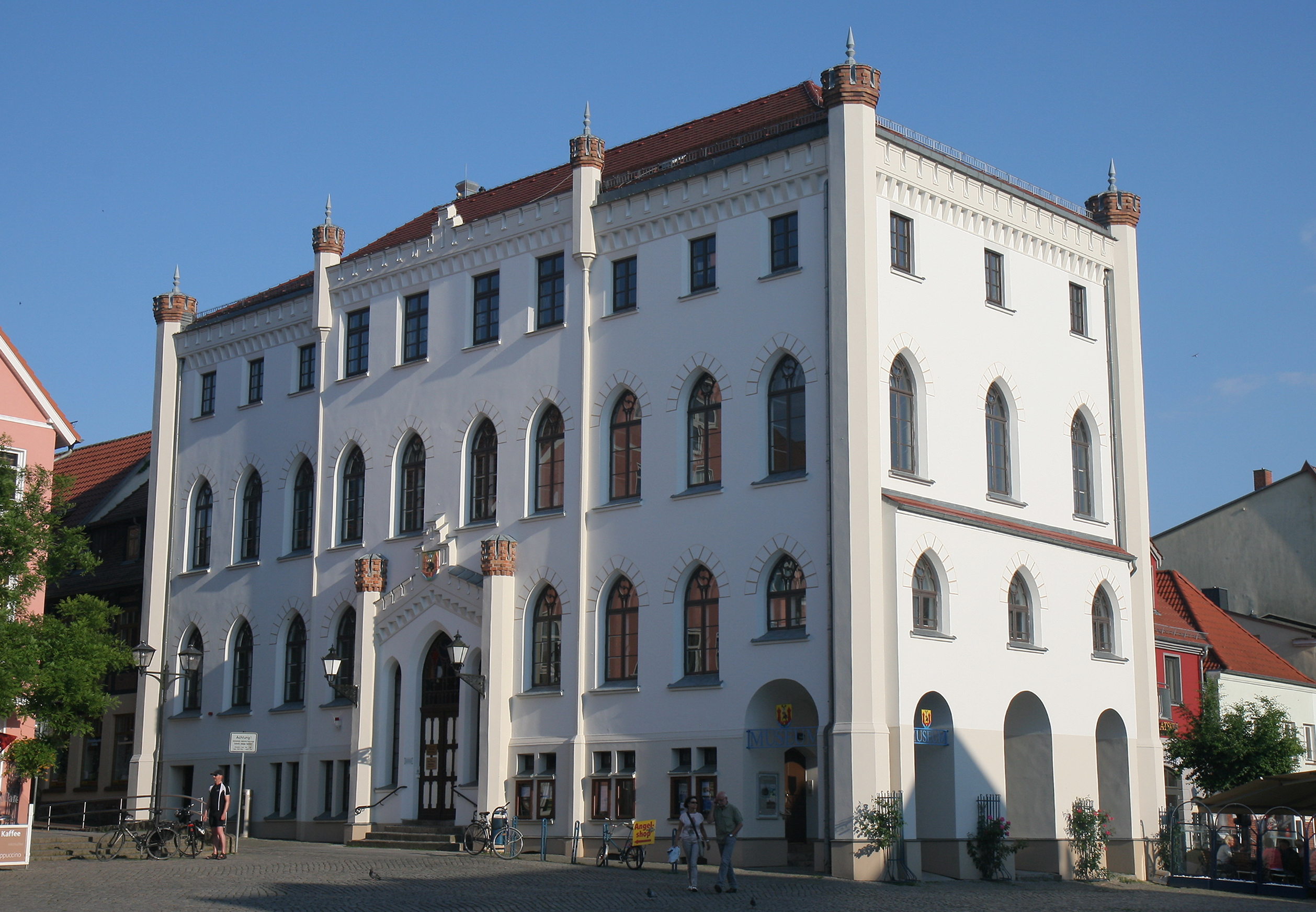
Rathaus (Városháza)
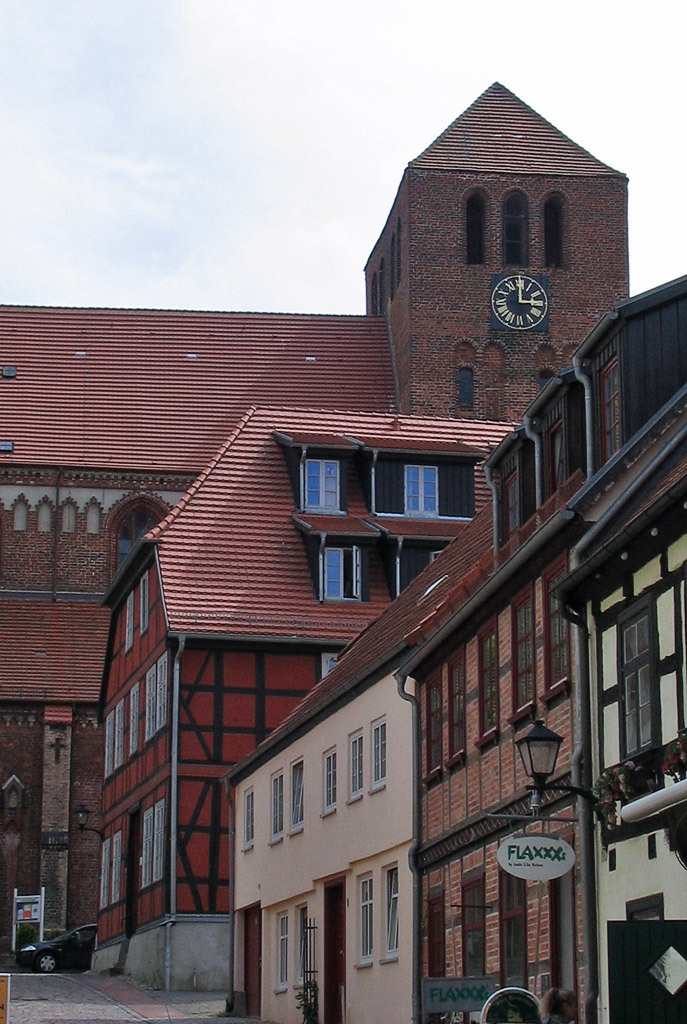
Szent György-templom
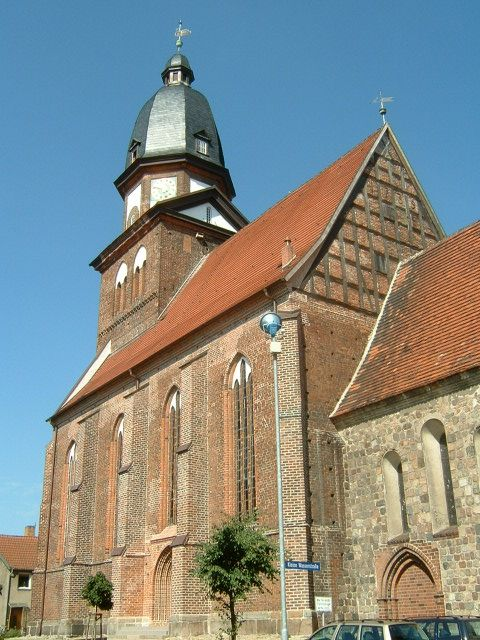
Szent Mária-templom

## Fordítás
- Ez a szócikk részben vagy egészben a Waren (Müritz) című német Wikipédia-szócikk fordításán alapul.  Az eredeti cikk szerkesztőit annak laptörténete sorolja fel. Ez a jelzés csupán a megfogalmazás eredetét és a szerzői jogokat jelzi, nem szolgál a cikkben szereplő információk forrásmegjelöléseként.